# Reserva índia de Warm Springs

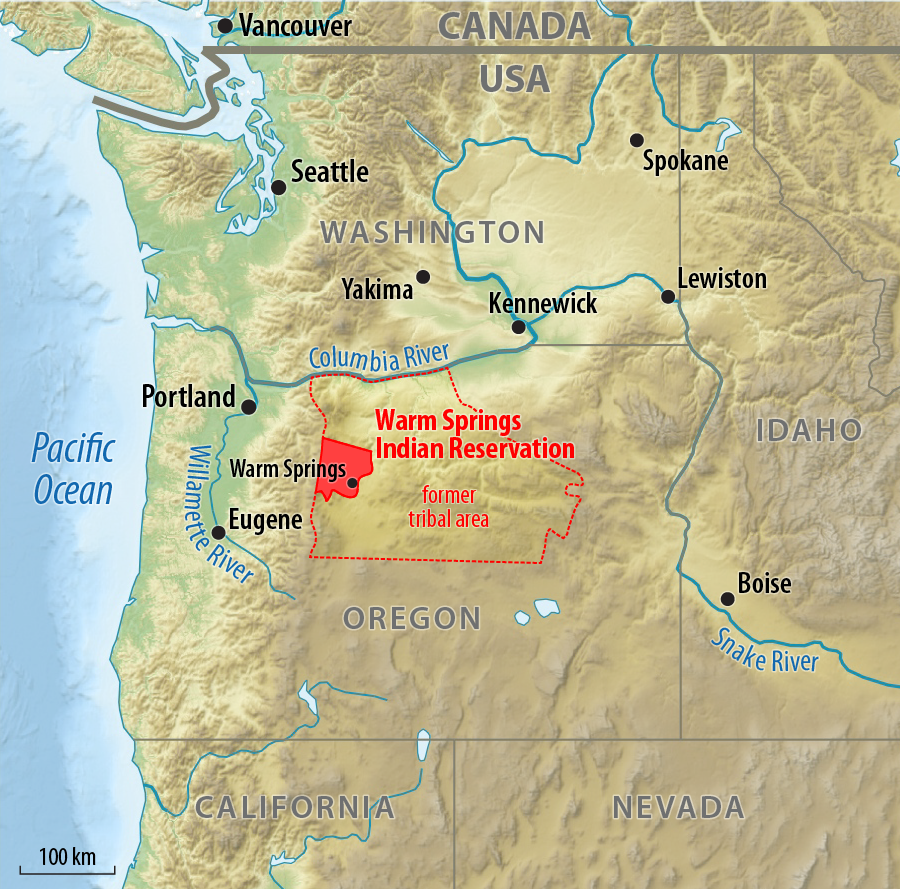

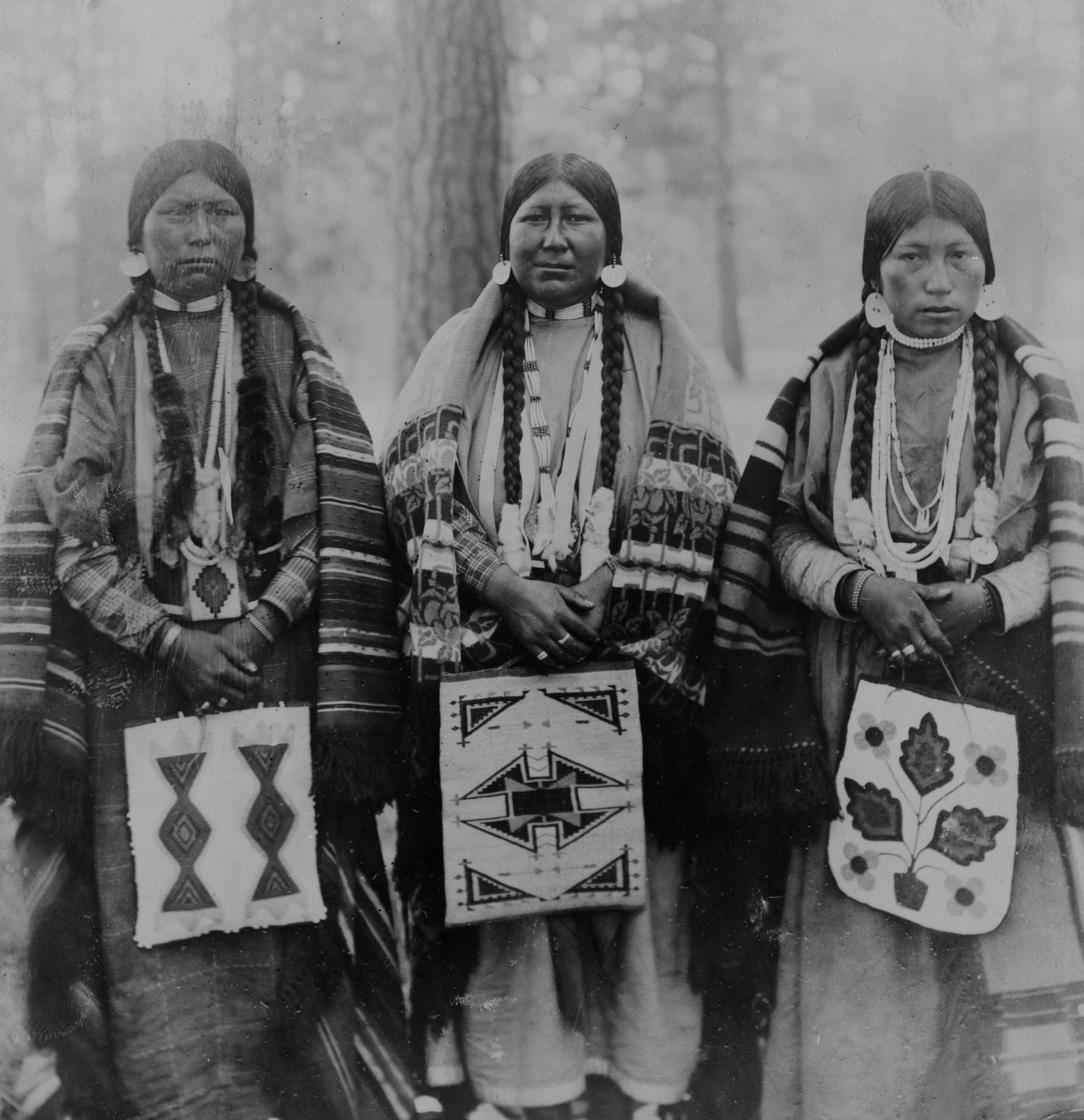
Tres dones fotografiades a la reserva índia l'any 1910.

La reserva índia Warm Springs té 1.019.385 milles quadrades (2.640,194 km²) i 4.200 habitants, localitzada a la part central del nord d'Oregon (parts dels comtats de Wasco i Jefferson), 105 milles al sud-est de Portland.

## Demografia
L'únic centre de població significatiu de la reserva és la comunitat de Warm Springs, (també conegut com a Agència Warm Springs) que comprèn més del 73 per cent de la població de la reserva.

## Geografia
La reserva es troba principalment en parts dels comtats de Wasco i  Jefferson, però hi ha seccions més petites en sis comtats, que són per ordre descendent de superfície: Clackamas, Marion, Gilliam, Sherman, Linn i Hood River. (La part del comtat de Hood River es compon de petites seccions d'espais no contigus de terres en fideïcomís fora de la reserva a la cantonada nord-est de la província). La reserva és 170 km al sud-est de Portland; més de la meitat, 348.000 acres (1.408 km²), és arbrat. La seva població total era de 3.314 habitants segons el cens de 2000.

## Tribus residents
Hi resideixen algunes bandes de tres tribus del Nord-oest del Pacífic, que des de 1938 formen les Tribus Confederades de Warm Springs: 
- els shahaptians de Warm Springs, organitzats en quatre bandes: alt i baix Deschutes (Tygh i Wyam), teninos, i els John Day (Dock-spus);
- dues bandes (The Dalles o Ki-gal-twal-la, i la banda Dog River) dels wasco que parlen un dialecte chinook; i
- els paiute del nord, que parlen xoixoni i tenen una forma de vida diferent de les altres tribus de la reserva.

## Història
Fou creada per un tractat del 1855 que defineix els límits de la següent manera:
 Començant al centre de la llera del riu Deschutes davant la terminació oriental d'una sèrie de terres altes generalment conegudes com les muntanyes Mutton i d'allà cap a l'oest fins al cim d'aquest rang, al llarg de la línia divisòria de la seva connexió amb les muntanyes Cascade, d'allí al cim d'aquesta muntanya, d'allí cap al sud fins a Mont Jefferson, d'allí per la branca principal del riu Deschutes, dalt d'aquest pic, fins a la confluència amb el riu de Deschutes, i d'allí pel centre de la cadena d'aquest riu fins al lloc d'inici 
Les bandes wasco i warm springs van lliurar els drets de propietat de la seva zona ancestral, uns 10.000.000 acres (40.000 km²), a canvi de 150.000 dòlars en serveis bàsics de salut, educació i altres formes d'assistència com s'indica al tractat amb les tribus d'Oregon Mitjà (25 de juny de 1855). Altres disposicions del Tractat de 1855 assegurava que els membres de la tribu retenien els drets de caça i pesca en l'"Àrea Natural i Tradicional" que havien deixat vacant. Aquests tractats de cacera i de pesca són els drets que van ser retinguts per la tribu i no són "drets especials" atorgades pel govern dels EUA. Arxivat 2007-09-26 a Wayback Machine.
En 1879 el govern dels EUA hi va traslladar a la reserva un petit grup de paiutes, tot i la història de conflictes amb les tribus del riu Columbia.

## Economia
El 1964 es va completar la primera part del resort Kah-Nee-Ta Resort, un complex d'allotjament amb un motel, cabanes i tipis. A partir de 2003 hi havia enregistrats a la reserva més de 4.200 individus. La major font d'ingressos per a les tribus són els projectes hidroelèctrics (Warm Springs Power Enterprises) al riu Deschutes. Les tribus també treballen amb les Warm Springs Forest Products Industries.
Molts membres de la tribu s'involucren en pesca cerimonial, de subsistència i comercial al riu Columbia de salmó, truita arc de Sant Martí i esturió blanc. També les pesquen amb finalitats de subsistència al riu Deschutes, principalment a Sherars Falls. Membres de la tribu també pesquen llamprea del Pacífic a Sherars Falls i Willamette Falls. Els drets de pesca de la tribu estan protegits per tractats i reafirmat per causes judicials com Sohappy contra Smith i Estats Units contra Oregon.

### Casino Indian Head
El Casino Indian Head a carretera 26 es va inaugurar al febrer de 2012. Té 1.700 metres quadrats d'espai de joc, amb 500 màquines escurabutxaques i 8 taules de blackjack. Les tribus esperen que el casino els rendeixi de 9 a 12 milions de dòlars nets anuals.
El casino operava anteriorment a Kah-Nee-Ta, on tenia 300 màquines escurabutxaques i guanyava entre 2 i 4 milions de dòlars a l'any. La nova ubicació va ser pensada per ser més accessible als viatgers, però les tribus la consideren temporal fins que es pugui construir el proposat casino Columbia Gorge.

## Cultura
Igual que l'Agència Grand Ronde a l'oest d'Oregon, la reserva Warm Springs és un dels últims reductes als EUA de parlants de la chinook jargoon per la seva utilitat com a idioma intertribal. Les formes de l'argot utilitzats pels ancians a Warm Springs varien considerablement de forma fortament criollitzada a Grand Ronde.
A les escoles de la reserva de Warm Springs també s'hi ensenya Kiksht, Numu o Ichishkiin Snwit.